# Paul Douglas (musicien)
Pour les articles homonymes, voir Paul Douglas.
Paul Douglas, né en 1950 à Saint Ann en Jamaïque, est un batteur et percussionniste jamaïcain, lauréat d'un Grammy Award en 2004. Sa carrière en tant qu’un des batteurs de reggae les plus enregistrés s’étend sur plus de cinq décennies. Le journaliste de musique et historien du reggae David Katz a écrit, « Paul Douglas, batteur sur lequel on peut compter, a joué sur d’innombrables hits de reggae. » 
Tout en étant plus connu pour son travail en tant que batteur, percussionniste et directeur musical de Toots and the Maytals, il a également travaillé avec des artistes incluant Bob Marley and the Wailers, Bonnie Raitt, et Eric Gale. Douglas est aussi parti en tournée avec de nombreux artistes incluant The Rolling Stones, Willie Nelson, Dave Matthews Band, The Who, Eagles et Sheryl Crow.

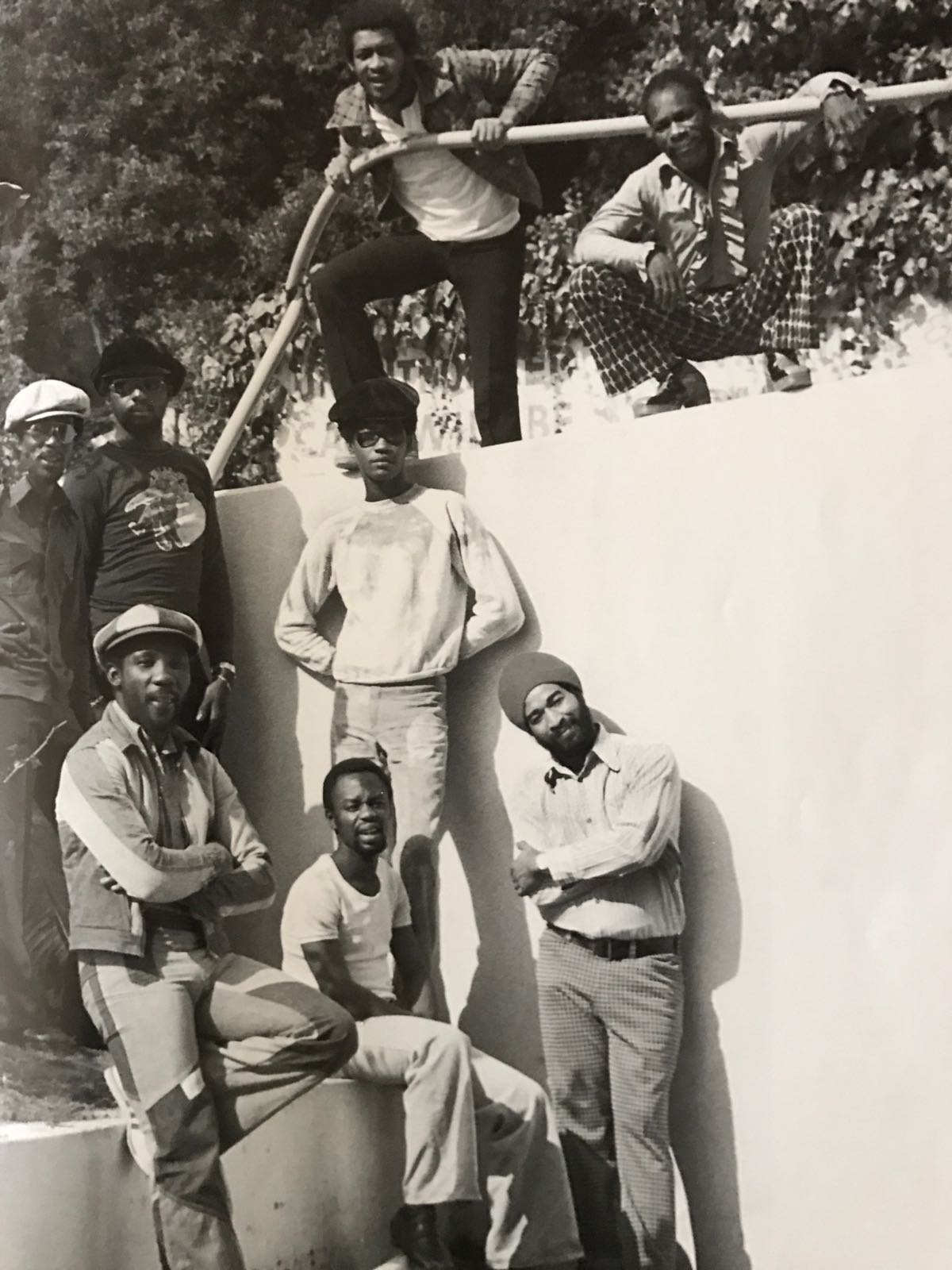
La première génération du groupe Toots and the Maytals à inclure des instrumentistes. L'ensemble du groupe incluait ses quatre principaux membres supplémentaires Jackie Jackson, Paul Douglas, Hux Brown et Radcliffe “Dougie” Bryan.

## Jeunesse
Paul Douglas est né à Saint Ann en Jamaïque. Sa carrière en tant que musicien professionnel a débuté en 1965 à l’âge de 15 ans.

## Influences
Les influences musicales de Douglas incluent Lloyd Knibb, Steve Gadd, Harvey Mason, Sonny Emory, Elvin Jones, William Kennedy, Carlos Santana, Bob Marley, John Coltrane, Sam Cooke, George Duke, Boris Gardiner, The Skatalites, Eric Gale, Leslie Butler, George Benson, Marvin Gaye, David Garibaldi, et David Sanborn.

## Groupes affiliés

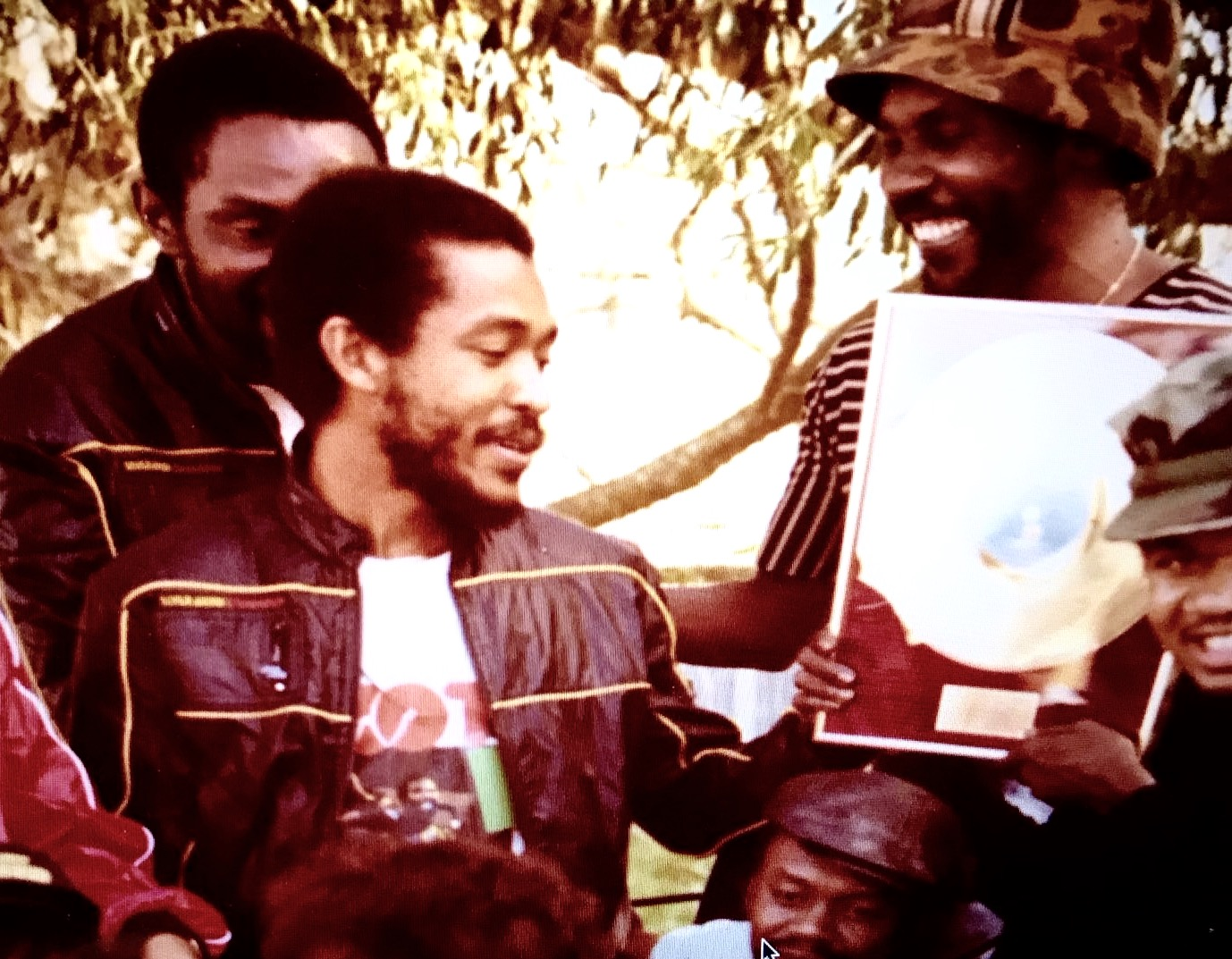
Paul Douglas reçoit un disque d'or en Australie en 1982.

Tout en poursuivant une carrière active comme musicien en studio pour des artistes de reggae, jazz et funk depuis 1965, Douglas a également fait partie de plusieurs groupes de musique notables comme Toots and the Maytals, Bob Marley and the Wailers, Tommy McCook & The Supersonics, The Boris Gardiner Happening, et Byron Lee and the Dragonaires. 

### Toots and the Maytals

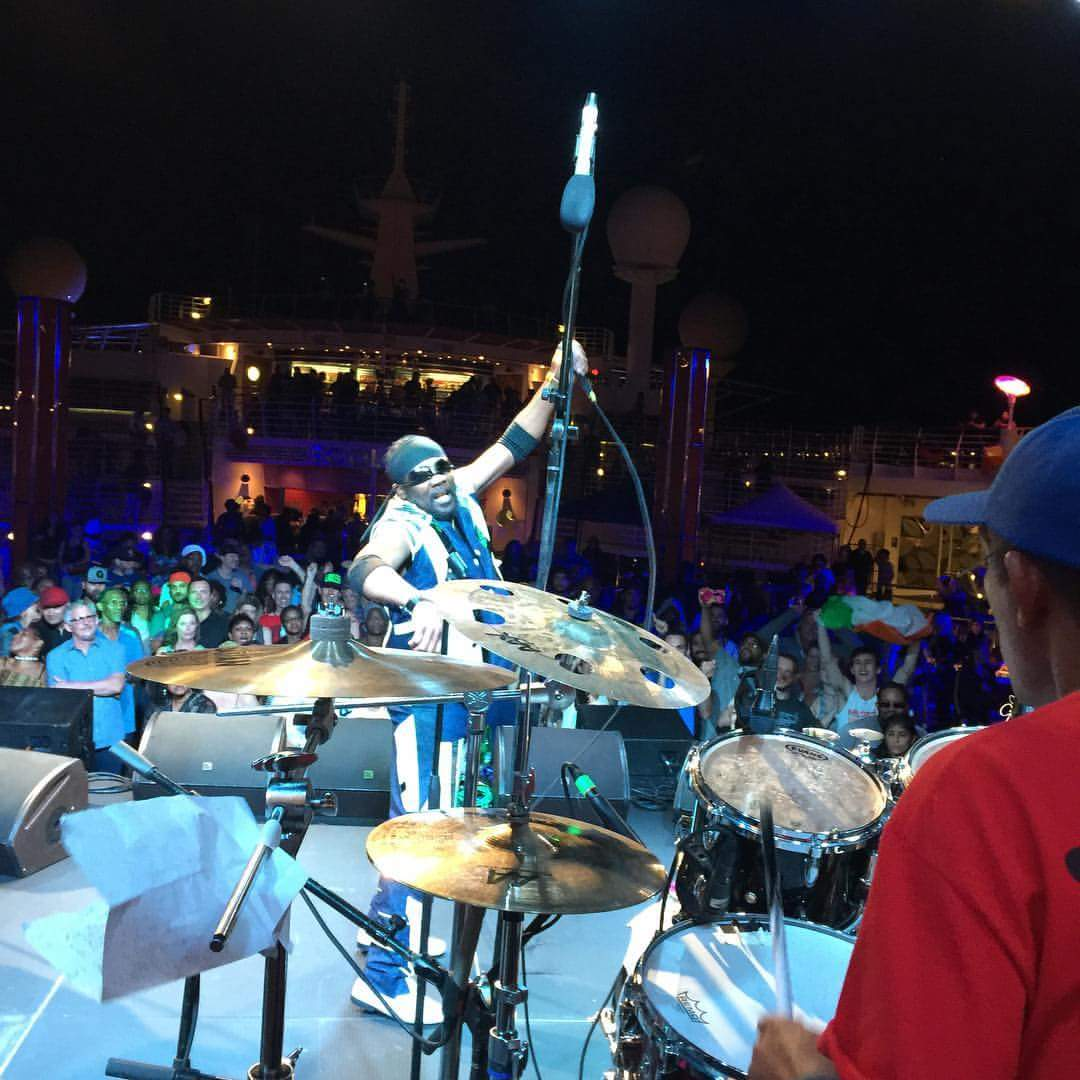
Toots Hibbert et Paul Douglas.

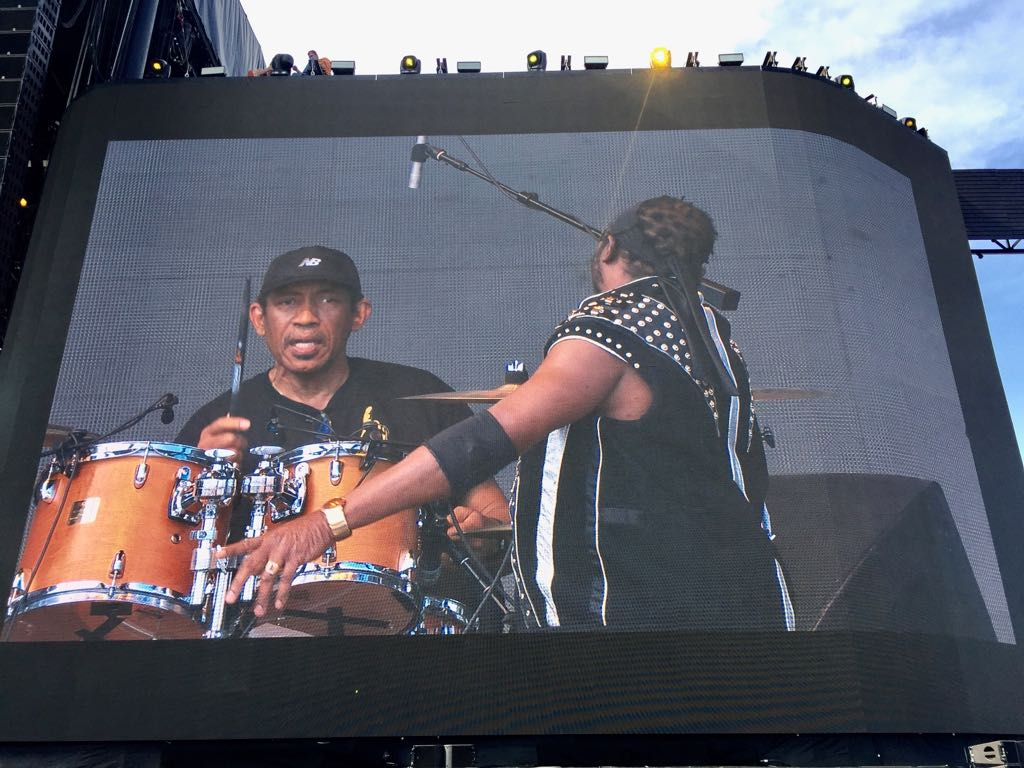
Toots and the Maytals au festival Coachella en 2017

En 1967 Douglas rejoint Toots and the Maytals en tant que membre fondateur du groupe tel qu’il est connu aujourd’hui, ayant été jusqu’alors un trio vocal. Douglas est le batteur, percussionniste et directeur musical depuis 1985.
Matthew Sherman précise ainsi : « …Le reggae était né. Toots (Toots Hibbert) annonça ce nouveau son avec le titre précurseur Do the Reggay…Toots ne pouvait pas se tromper en enregistrant pour Leslie Kong. Avec les Beverley’s All-Stars (Jackie Jackson, Winston Wright, Hux Brown, Rad Bryan, Paul Douglas et Winston Grennan), noyau de musiciens constant et la brillante harmonie des Maytals »...

Selon le dictionnaire Larousse la définition de reggae est la suivante:
Musique populaire jamaïcaine née, à la fin des années 1960, de la fusion du ska et des rythmes calypso venus de la Trinité avec le blues et le rock and roll nord-américain, et caractérisée par un rythme binaire syncopé avec le décalage du temps fort. Le genre se métamorphose en reggae, un terme que l'on doit à Frederic Toots Hibbert, compositeur en 1967 de Do the Reggay.

À l’origine The Maytals était uniquement un trio vocal, mais après avoir signé avec Island Records en 1975 Chris Blackwell fit en sorte que le groupe d’enregistrement devienne The Maytals avec comme leader le chanteur Toots Hibbert et forme ainsi Toots and the Maytals. Les premiers membres instrumentistes ajoutés au groupe comprenaient Jackie Jackson, Hux Brown, Rad Bryan et Paul Douglas. En novembre 2016, Jackie Jackson a décrit la formation du groupe dans une interview radio pour Kool 97 FM Jamaïque. Accompagné par Paul Douglas et Radcliffe “Dougie” Bryan en studio, Jackson a expliqué : 
« Nous sommes tous des membres originaux du groupe Toots and the Maytals. D’abord Toots and the Maytals, c’était trois gars: Toots, Raleigh et Jerry. Ensuite, ils ont été signés par Island Records, Chris Blackwell. Et on était leur groupe d’enregistrement. Un jour on a été appelés chez Blackwell. Et il nous dit, “Bien messieurs, je pense qu’il est temps. On dirait bien que ce Toots and the Maytals va avoir du succès.” À ce moment-là il avait déjà signé Bob (Marley). Alors dans son camp, Island Records, il y avait Toots and the Maytals / Bob Marley ; on parlait du reggae qui devenait international. On a continué de se voir et il (Blackwell) a décidé que le groupe d’accompagnement qui accompagne toutes les chansons, le groupe qui enregistre, devait devenir le groupe the Maytals. Alors on a tous été réuni sous Toots and the Maytals. Alors on est devenus Maytals aussi. Et puis on a pris la route en 1975… On a fait la 1re partie de Eagles, Linda Ronstadt et Jackson Browne. On a fait la 1re partie de The Who pendant environ deux semaines ».
Le premier album de Toots and the Maytals distribué par le label Island Records de Chris Blackwell fut Funky Kingston. Le critique musical Lester Bangs décrivit l'album dans Stereo Review comme « la perfection, l'ensemble le plus passionnant et diversifié de chansons de reggae par un artiste... » En tant que fondateur d’Island Records, Chris Blackwell dit à propos de leur son « The Maytals ne ressemblaient à personne…leur son était sensationnel, brut et dynamique ». Chris Blackwell a entretenu un fort engagement envers Toots and the Maytals.  Il a dit que « Je connais Toots depuis plus longtemps que n’importe qui - bien plus longtemps que Bob (Bob Marley). Toots est un des êtres humains les plus purs que j’ai rencontré dans ma vie, pur presque à l’excès. »
Le 1er octobre 1975, Toots and the Maytals ont été retransmis en direct sur KMET-FM pendant qu'ils jouaient à The Roxy Theatre à Los Angeles. Cette retransmission a été remasterisée et mise en vente sous la forme d'un album intitulé Sailin' On par Klondike Records.
En 2015, le magazine Vogue a classé la chanson « 54-46 Was My Number » de Toots and the Maytals parmi leurs « 15 chansons Reggae Roots que vous devriez connaître »; et dans une interview avec Patricia Chin de VP Records, Vogue a classé le groupe dans une liste abrégée des premières « Royautés reggae » enregistrées au Studio 17 de Kingston, Jamaïque qui comprenait Bob Marley, Peter Tosh, Gregory Isaacs, Dennis Brown, Burning Spear, Toots and the Maytals, The Heptones, et Bunny Wailer,.
En 2017, Toots and the Maytals sont devenus le deuxième groupe de reggae à jouer au festival Coachella, après Chronixx en 2016,,.
En 2017, Chris Blackwell, fondateur du label Island Records qui a signé Bob Marley (Bob Marley and the Wailers) ainsi que Toots and the Maytals, a soumis aux studios Universal Music et Studiocanal son souhait de créer une série TV qui montre la naissance du reggae et la progression de l’industrie musicale jamaïcaine depuis l’indépendance du pays en 1962.

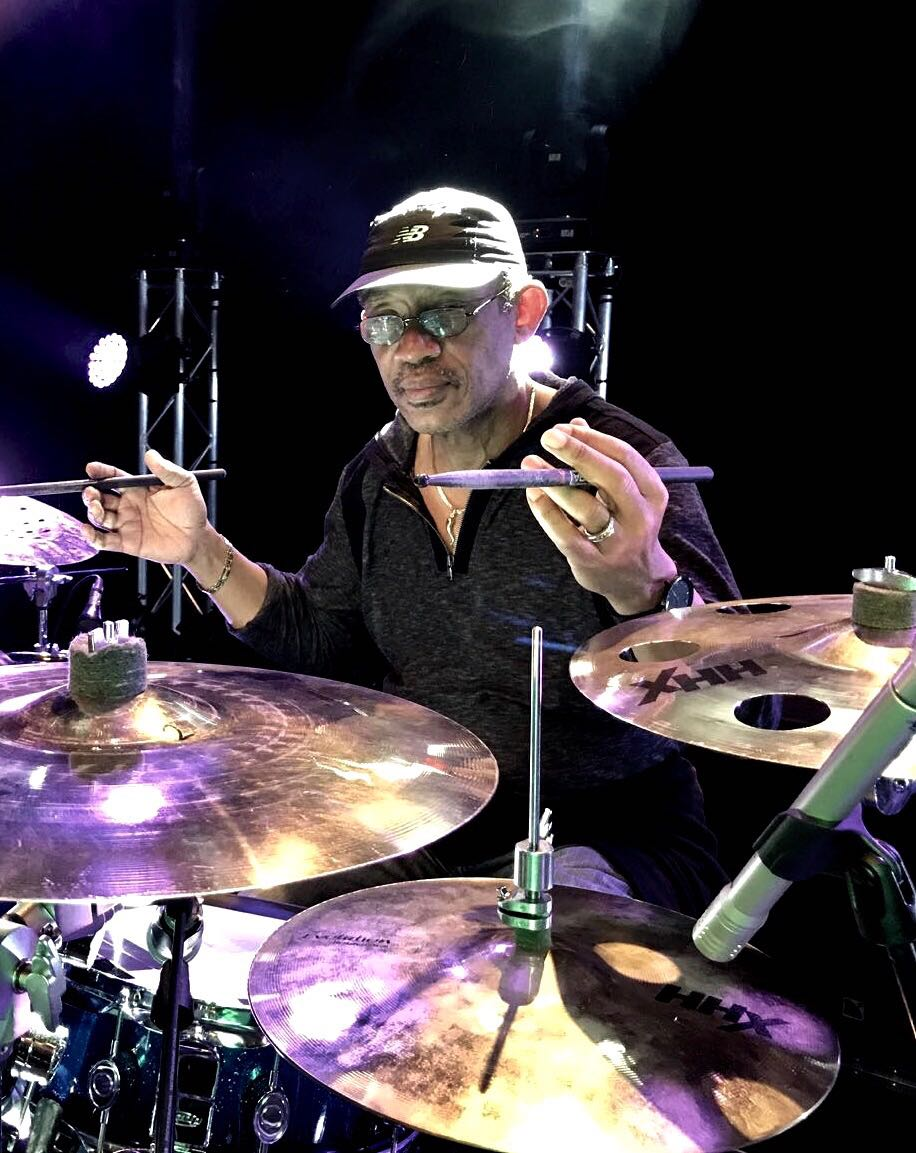
Paul Douglas avec Toots and the Maytals à Grenoble, France en 2017

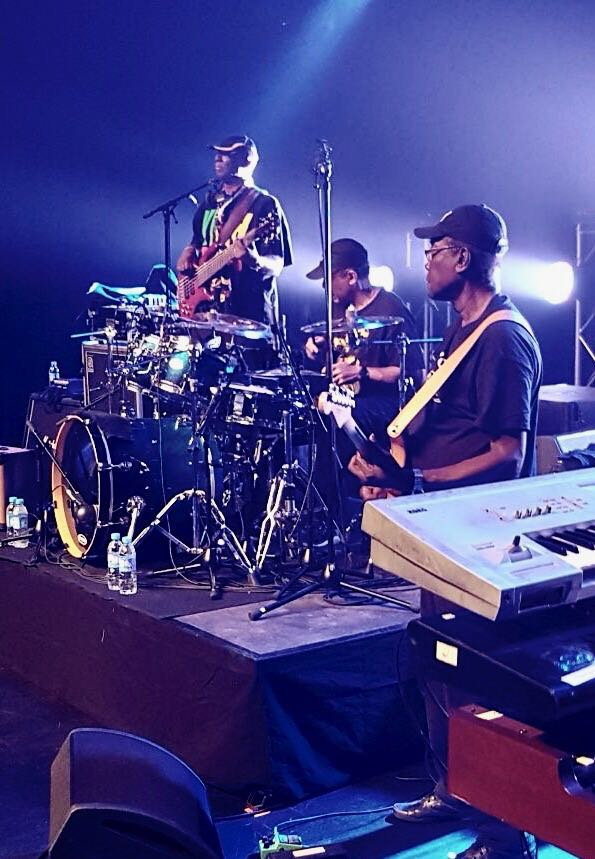
Les instrumentistes d’origine du groupe The Maytals de Toots and the Maytals à Grenoble, France en 2017

Le 25 juillet 2018, le groupe Toots and the Maytals qui a sorti la première chanson à utiliser le mot « reggae » avec « Do the Reggay » en 1968, a joué leur nouvelle chanson « Marley », un hommage à Bob Marley, en live pour la première fois lors de The Tonight Show Starring Jimmy Fallon,.
Le 26 juillet 2018, Rolling Stone s'est associé à YouTube Music pour "The Rolling Stone Relaunch" pour célébrer la refonte du magazine et du site web, en plus du récent lancement de YouTube Music. Il marque le début d'un accord de partenariat entre Rolling Stone et YouTube Music, fournissant des contenus numériques exclusifs et des expériences artistiques pour les utilisateurs. L'événement, tenu à Brooklyn, a accueilli 500 initiés de l'industrie de la musique et présenté une performance musicale de Shawn Mendes. La soirée s'est terminée par une performance spéciale par le groupe musical historique Toots and the Maytals, dont le chanteur Toots Hibbert a été nommé par Rolling Stone comme un des 100 plus grands chanteurs. Le concert a été filmé pour la série nommée aux Emmy Awards « Live from the Artists Den »,

### Bob Marley and the Wailers

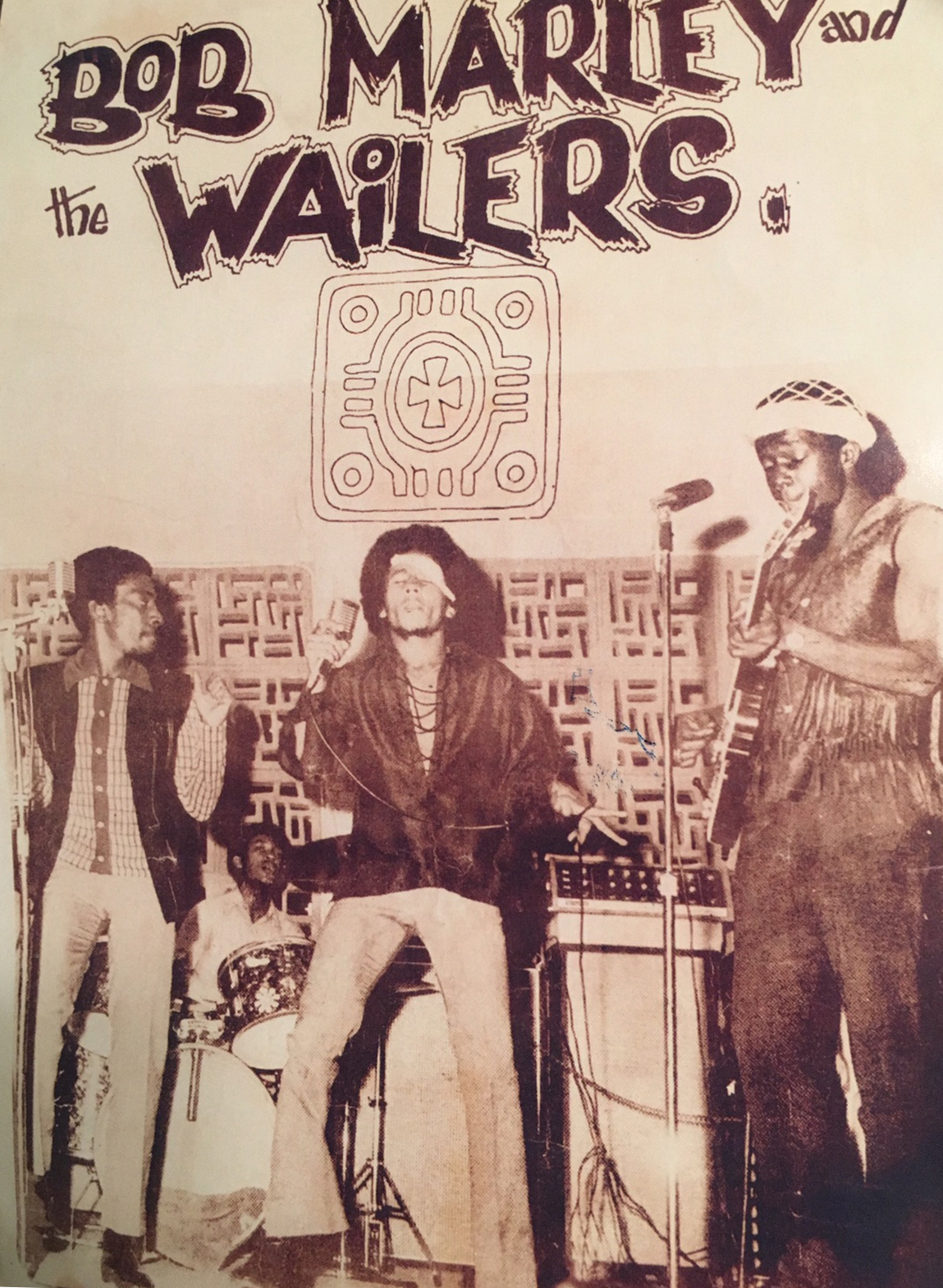
Paul Douglas avec Bob Marley and the Wailers.

Douglas a contribué à plusieurs albums de Bob Marley, notamment Small Axe et Soul Shakedown Party qui sortirent sur le label Beverley, et il a joué en concert avec Bob Marley and the Wailers au début des années 1970.
The Wailers ont travaillé avec le producteur de reggae Leslie Kong, qui a utilisé ses musiciens de studio appelés Beverley's All-Stars (Jackie Jackson, Paul Douglas, Gladstone Anderson, Winston Wright, Rad Bryan, Hux Brown) pour enregistrer les chansons qui seraient publiées sous la forme d'un album intitulé The Best of The Wailers / Le best of de The Wailers. Les morceaux comprenaient Soul Shakedown Party, Stop That Train, Caution, Go Tell It on the Mountain, Soon Come, Can’t You See, Soul Captives, Cheer Up, Back Out, et Do It Twice.
Le batteur jamaïcain Winston Grennan indique aussi à Carter Van Pelt, sur ce groupe Beverley's All-Stars qu'il avait constitué avec Gladstone Anderson notamment, groupe sollicité par différents artistes, pour les accompagner, y compris par Bob Marley : « Un peu plus tard un batteur appelé Paul Douglas est arrivé, de temps en temps on lui demandait de venir si je ne pouvais pas jouer à une session. Paul était le seul en qui les gars avaient vraiment confiance pour être capable de jouer parmi eux ».
The Perfect Beat est une chanson sur l'album Eardrum de Talib Kweli. Pour la réaliser, Kweli a samplé une chanson de Bob Marley & the Wailers appelée, Do It Twice, qui est un rythme de tambour de Paul Douglas,.

### Lee "Scratch" Perry et Leslie Kong
Perry (Lee "Scratch" Perry) commence également à innover et à expérimenter des styles variés et des sons complexes, en mettant à contribution différents musiciens... Il fait lui aussi appel à Paul Douglas, membre occasionnel des Supersonics et pilier des productions de Leslie Kong, le propriétaire du label Beverley's.

### Tommy McCook & The Supersonics
Douglas fut membre de Tommy McCook & The Supersonics entre 1968 et 1969, période pendant laquelle le groupe sortit trois 33 tours.

### The Boris Gardiner Happening
Entre 1970 et 1973 Douglas fut le batteur pour The Boris Gardiner Happening, et enregistra cinq 33 tours avec le groupe. The Boris Gardiner Happening a enregistré une version de "Ain't No Sunshine” qui est sorti en 1973 avec Paul Douglas comme chanteur principal et Boris Gardiner comme bassiste dans le cadre de The Boris Gardiner Happening - Is What’s Happening (album).

### Leroy Sibbles
Douglas a travaillé comme directeur musical pour le groupe Leroy Sibbles.

### John Holt, The Pioneers, Eddy Grant
Douglas a fait une tournée au Royaume-Uni avec John Holt en 1974. C’était la première tournée de reggae accompagnée par un grand orchestre, un orchestre de 15 musiciens venant d’Angleterre. Six des membres de la tournée étaient des musiciens vétérans des sessions d’enregistrement : Hux Brown (guitare), Jackie Jackson (guitare basse), Paul Douglas (batterie), Rad Bryan (guitare), Winston Wright (orgue) et Gladstone Anderson (piano). Douglas rejoignit et joua également avec The Pioneers qui était accompagné cette année-là en Angleterre par Eddy Grant du groupe The Equals.

### Byron Lee and the Dragonaires
En 1975 Douglas rejoignit Byron Lee and the Dragonaires comme musicien de session et devint plus tard un membre du groupe comme batteur sur le 33 tour Sparrow Dragon Again.

## Tournées

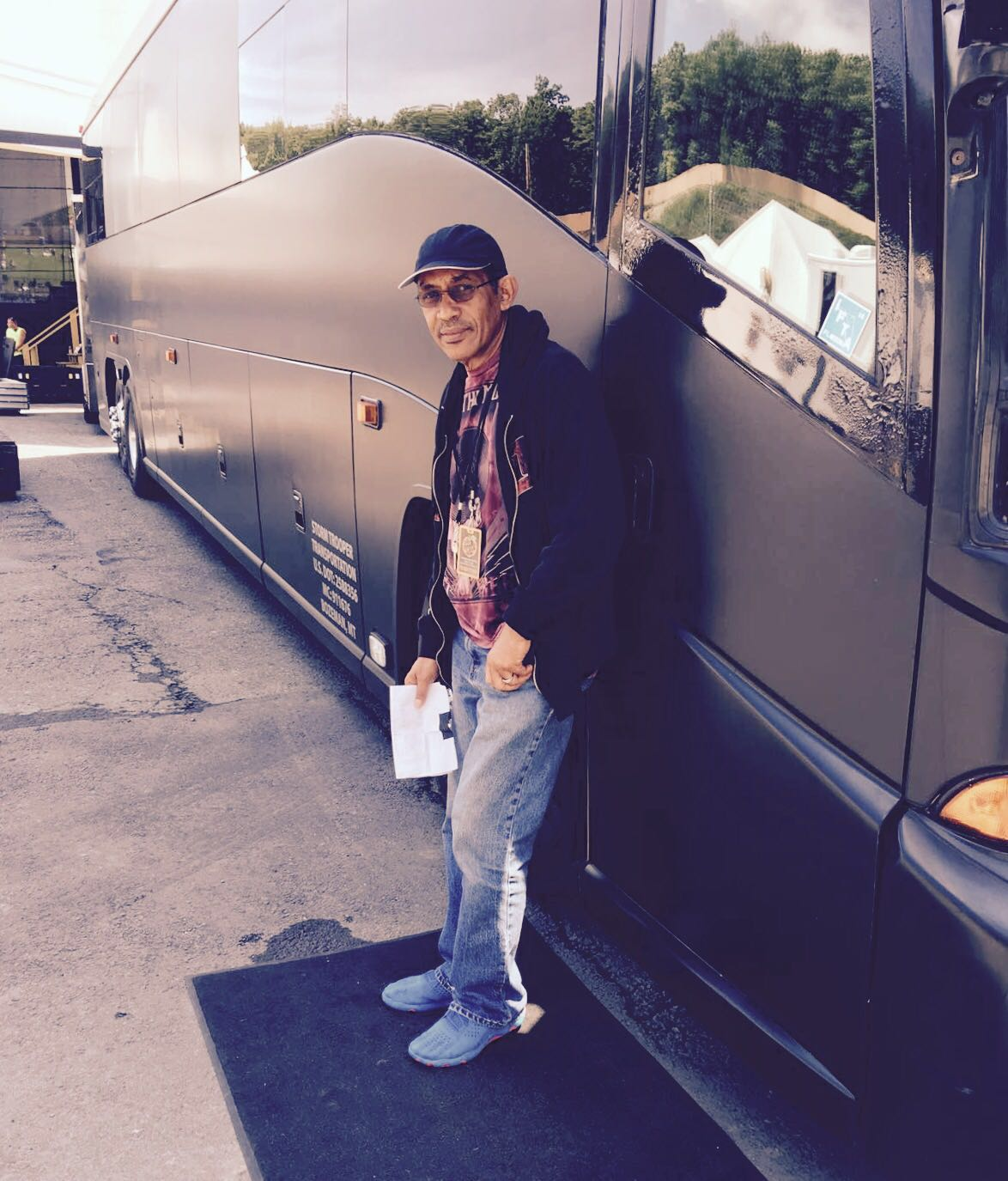
Paul Douglas, durant une tournée des Toots and the Maytals

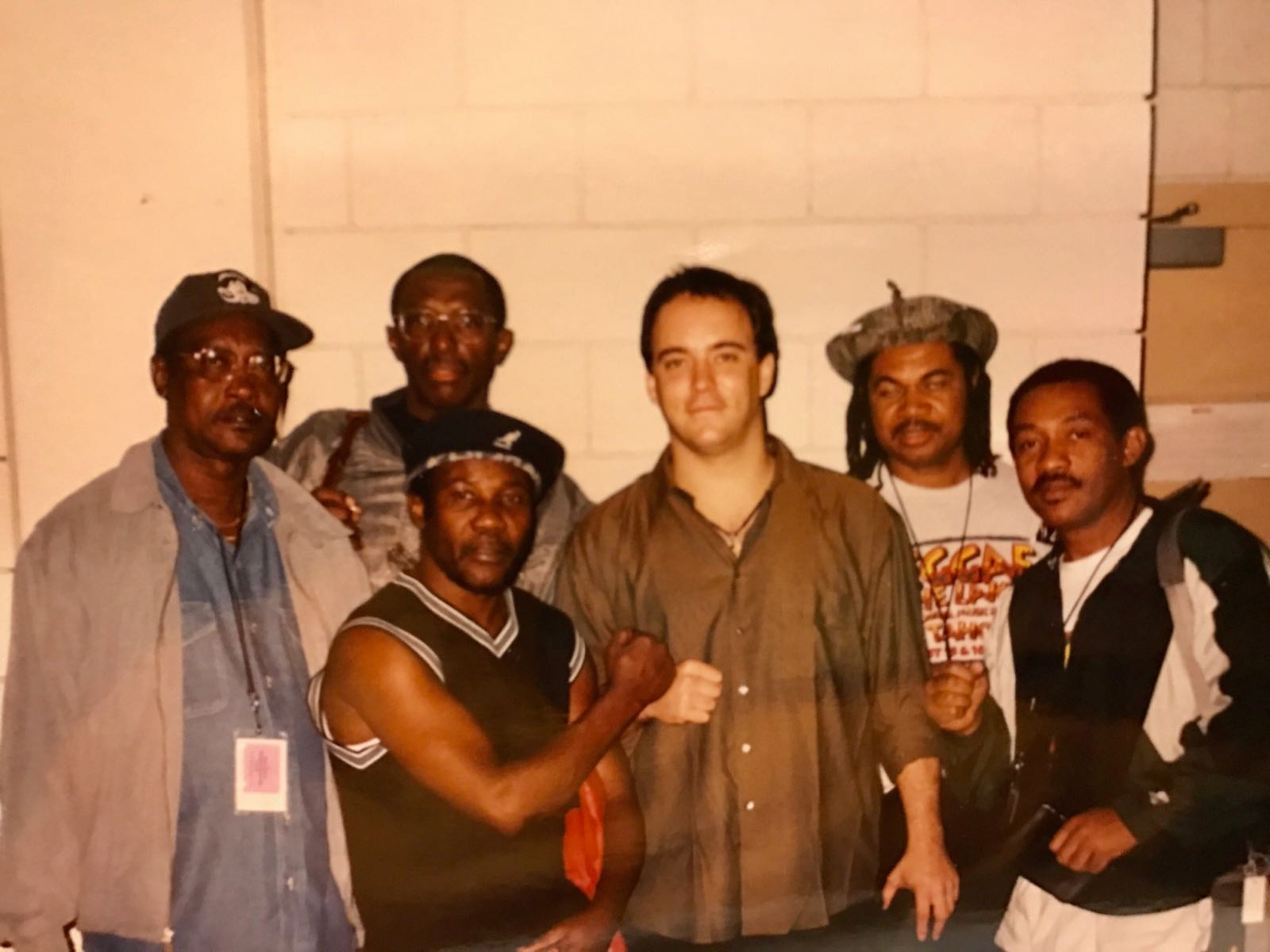
Toots and the Maytals avec Dave Matthews en 1998

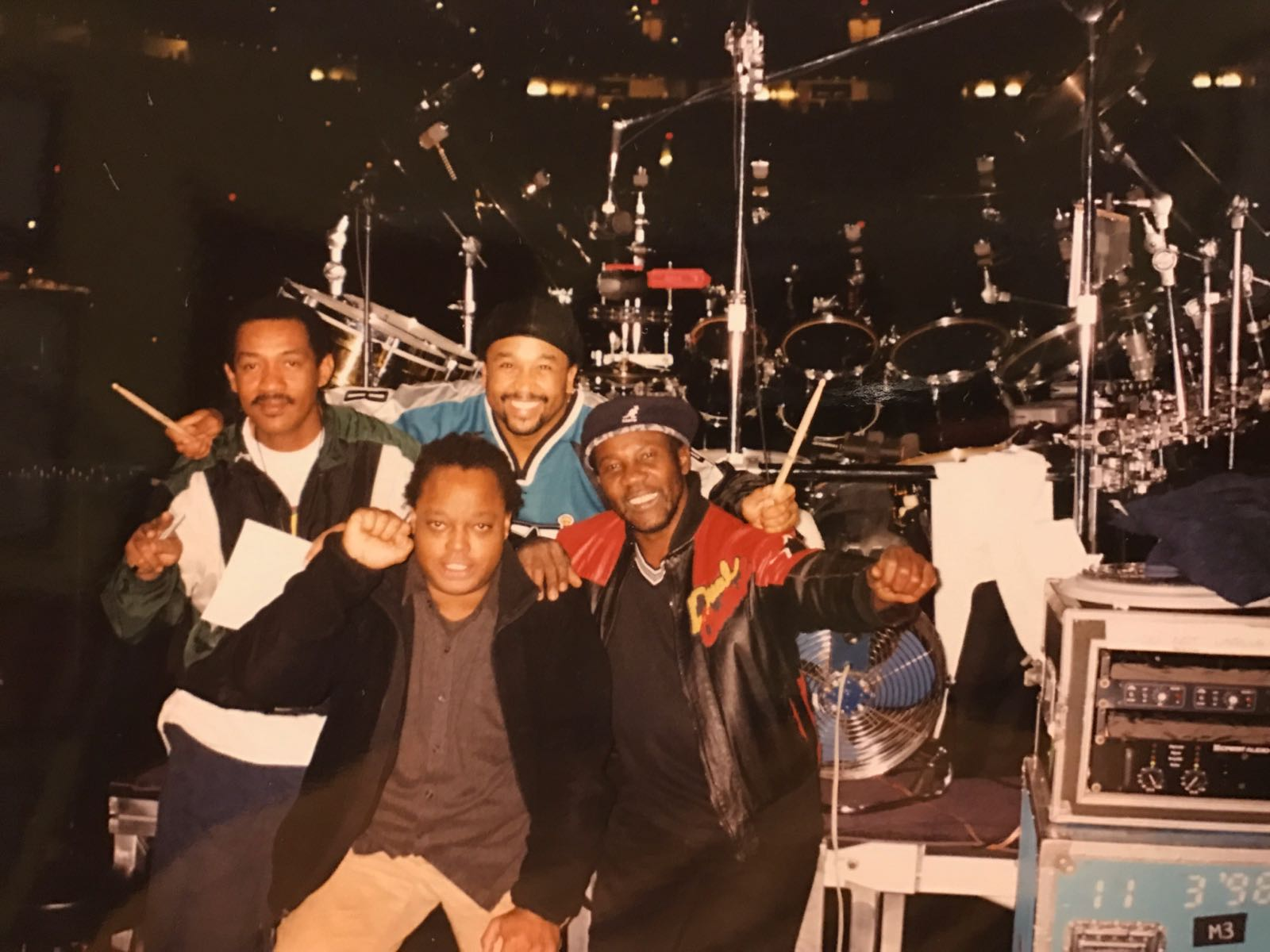
Des membres du groupe Toots & the Maytals et Dave Matthews Band pendant la tournée 1998. Paul Douglas (à gauche), Carter Beauford (derrière), LeRoi Moore (devant), Toots Hibbert (à droite).

Douglas est parti en tournée avec de nombreux artistes tout au long de sa carrière dont :
- Toots and the Maytals
- Jackson Browne
- Linda Ronstadt
- Eagles
- The Who
- The Rolling Stones
- Dave Matthews Band
- J. Geils Band
- Carlos Santana
- The Roots
- Sheryl Crow
- James Blunt

Le 24 juin 2017 au Glastonbury Festival, le groupe de reggae Toots and the Maytals était prévu pour 17h30 avec BBC Four programmé pour montrer des extraits du spectacle. Lorsque BBC n'a pas montré les extraits, on soupçonnait que Toots and the Maytals a manqué l'horaire prévu pour eux, et le commentateur de BBC Mark Radcliffe s'est excusé en leur nom en disant « Si vous attendiez Toots and the Maytals - et, franchement, nous attendions tous - il me semble qu'ils étaient "à l'heure jamaïcaine" ou quelque chose parce qu'ils ne sont pas arrivés à temps sur scène. » Le groupe crédité d'avoir donné un nom au genre de reggae avec leur chanson “Do the Reggay” a par la suite été reprogrammé par les organisateurs du Glastonbury Festival en donnant à Toots and the Maytals l'horaire prévu pour minuit, et tous les autres artistes ont été déplacés par une heure,,,.

## Travail en studio

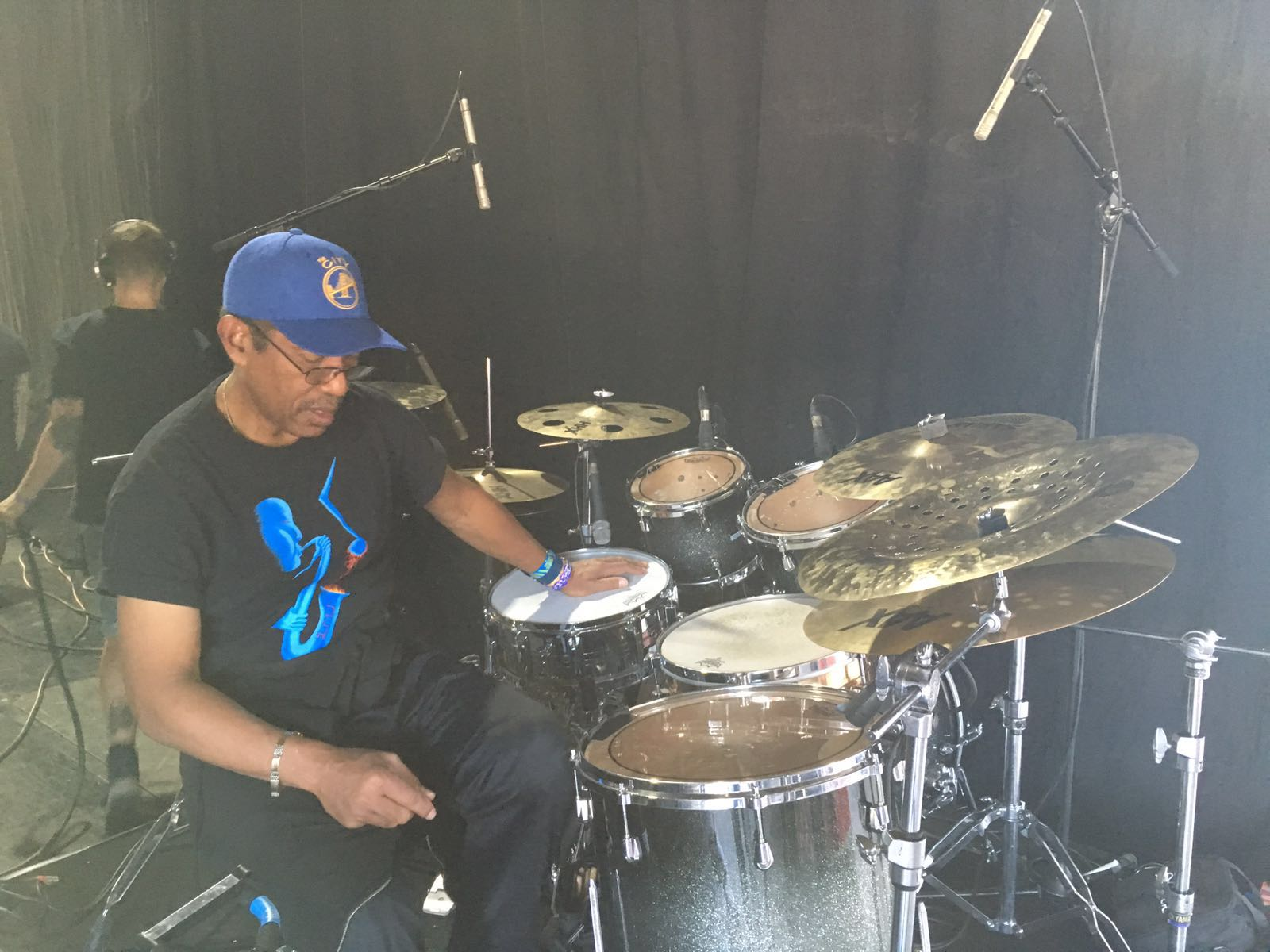
Paul Douglas

Le travail de Douglas en tant que musicien de session croise plusieurs genres,,. Son talent à la batterie lui vaut la reconnaissance et le respect des producteurs,,,. Un article sur les productions de Clancy Eccles et Trojan Records précise ainsi : « On a fait appel aux meilleurs musiciens disponibles, avec The Dynamites au cœur de son équipe habituelle en session, comprenant les talents de Hux Brown (guitare), Clifton “Jackie” Jackson (guitare basse), Gladstone Anderson (piano), Winston Wright (orgue) et Paul Douglas (batterie) ». » 
En plus des enregistrements effectués comme membre de groupes affiliés, le travail de Douglas en studio inclut des sessions avec:
- Trojan Records (Chalk Farm Studios London England)
- Beverley’s All-Stars
- Federal Allstars
- Harry J Allstars
- Joe Gibbs Allstars
- The Upsetters
- Randy's
- Channel One Studios
- Derrick Harriot's Chariot
- Treasure Isle Records (Duke Reid)
- Prince Buster Allstars
- Bonnie Raitt
- The MG's
- Van McCoy
- Eddie Floyd
- Herbie Mann
- Cat Stevens (Dynamic Sounds Studio)

Dans une interview avec Mikey Thompson le 27 novembre 2016 pour Kool 97 FM, Jackie Jackson avec Paul Douglas et Radcliffe "Dougie" Bryan ont été interrogés sur les nombreux enregistrements qu'ils ont fait ensemble comme la section rythmique pour Treasure Isle Records, Beverley's Records, Channel One Studios et Federal Records. En plus des travaux mentionnés avec Sonia Pottinger, Duke Reid, Lynn Taitt, Delroy Wilson et Lee "Scratch" Perry, ils ont été interviewés sur leur travail sur les chansons suivantes:
- Bob Marley and the Wailers - “Nice Time”, “Hypocrites”, “Thank You Lord”, “Bus Dam Shut”, “Can’t You See” et “Small Axe”
- Phyllis Dillon - “Don’t Stay Away” et “Perfidia”
- The Melodians - “Little Nut Tree”, “Swing and Dine”, “Sweet Sensation”, et “Rivers of Babylon”
- U Roy & The Melodians - “Version Galore”
- Bob Andy - “Fire Burning”
- Ken Boothe - “Everything I Own”, “Say You”, et “Freedom Street”
- The Gaylads - “It’s Hard To Confess” et “There’s A Fire”
- Hopeton Lewis - “Take It Easy”
- Winston Wright - “Stealing Vol. II” de “Greater Jamaica (Moon Walk-Reggay)”
- Ernie Smith - “Duppy or Gunman”
- Desmond Dekker - “Israelites”
- Desmond Dekker and the Aces - “Intensified”
- Roy Shirley - “Hold Them”
- Errol Dunkley - “You’re Gonna Need Me”
- The Congos - “Fisherman”
- John Holt & The Paragons - “Only A Smile”, “Wear You To The Ball”, “Ali Baba”, “I’ve Got To Get Away”, et “You Mean The World To Me”
- Toots and the Maytals - “Monkey Man”, “Pomps & Pride”, “Scare Him” et “Pressure Drop”

## Performances télévisées notables

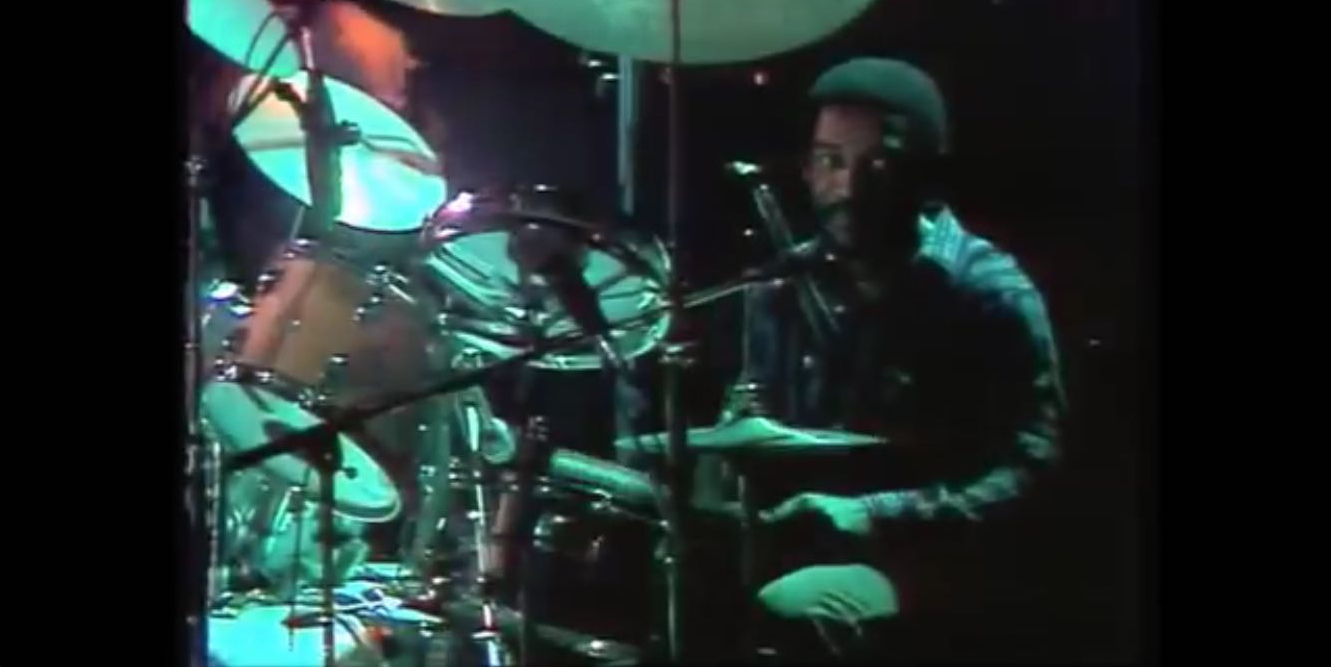
Paul Douglas

- 2001 Late Night with Conan O'Brien[37]

- 2004 The Tonight Show with Jay Leno avec Bonnie Raitt & Toots and the Maytals[38]

- 2004 Saturday Night Live[39],[40]

- 2004 Last Call with Carson Daly[41]
- 2004 Later... with Jools Holland[42],[43]

- 2010 Late Night with Jimmy Fallon[44],[45]

- 2018 The Tonight Show Starring Jimmy Fallon[19]

## Film
Douglas est apparu dans le documentaire de 2011 “Reggae Got Soul: The Story of Toots and the Maytals” / “Le reggae a de l’âme: l’histoire de Toots and the Maytals” qui a été diffusé sur la chaîne BBC et a été décrit comme “l’histoire jamais racontée de l’un des artistes les plus influents à avoir jamais émergé de Jamaïque”,. Le documentaire inclut Marcia Griffiths, Jimmy Cliff, Bonnie Raitt, Eric Clapton, Keith Richards, Willie Nelson, Anthony DeCurtis, Ziggy Marley, Chris Blackwell, Paolo Nutini, Sly Dunbar, Robbie Shakespeare, et Toots Hibbert,.

## Récompenses

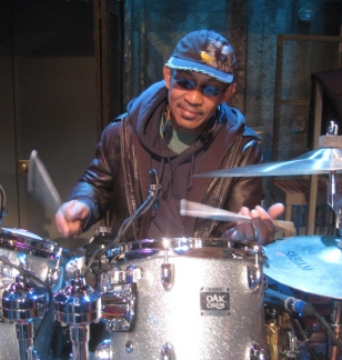
Paul Douglas.

- 1981 'Toots Live!' nommé pour un Grammy Award
- 1989 'Toots in Memphis' nommé pour le Grammy Award du meilleur album de reggae[49]
- 1991 Toots and the Maytals - 'An Hour Live' nommé pour le Grammy Award du meilleur album de reggae
- 1997 Victoires de la musique reggae canadiennes
- 1998 Victoires de la musique reggae canadiennes
- 1998 Toots and the Maytals - 'Ska Father' nommé pour le Grammy Award du meilleur album de reggae[50]
- 2004 Toots and the Maytals - 'True Love' a gagné le Grammy Award du meilleur album de reggae[1]
- 2008 Toots and the Maytals - ‘Light Your Light’ nommé pour le Grammy Award du meilleur album de reggae[51],[52]
- 2013 Toots and the Maytals - 'Reggae Got Soul: Unplugged On Strawberry Hill' nommé pour le Grammy Award du meilleur album de reggae[53]

## Interviews
Dans une interview avec Batterie Magazine pour un article sur Douglas et son travail dans le genre de reggae pour l'édition de septembre / octobre 2017, le magazine lui a demandé de son travail en tant que principal batteur et directeur musical de Toots and the Maytals, en plus d'être appelé pour travailler avec des artistes et des producteurs tels que Bob Marley, Lee Scratch Perry, Eric Gale, Ken Boothe, The Congos et Delroy Wilson. Dans l'interview, Douglas a expliqué que l'un de ses héros est Lloyd Knibb de The Skatalites, et aussi que ses influences musicales ne s'arrêtent pas à la batterie. Il est aussi influencé par George Benson, Carlos Santana, John Coltrane, Sam Cooke et David Sanborn.

## Musées et expositions
D'avril 2017 à août 2017, Douglas fait partie de l’exposition « Jamaica Jamaica ! » à la Philharmonie de Paris. Douglas est présenté sur l'affiche à l'exposition montrant la formation de Bob Marley & The Wailers sur le label de Tuff Gong, et il fait également partie de l'exposition en tant que membre de Toots and the Maytals pour leur importance dans le développement de musique reggae,.

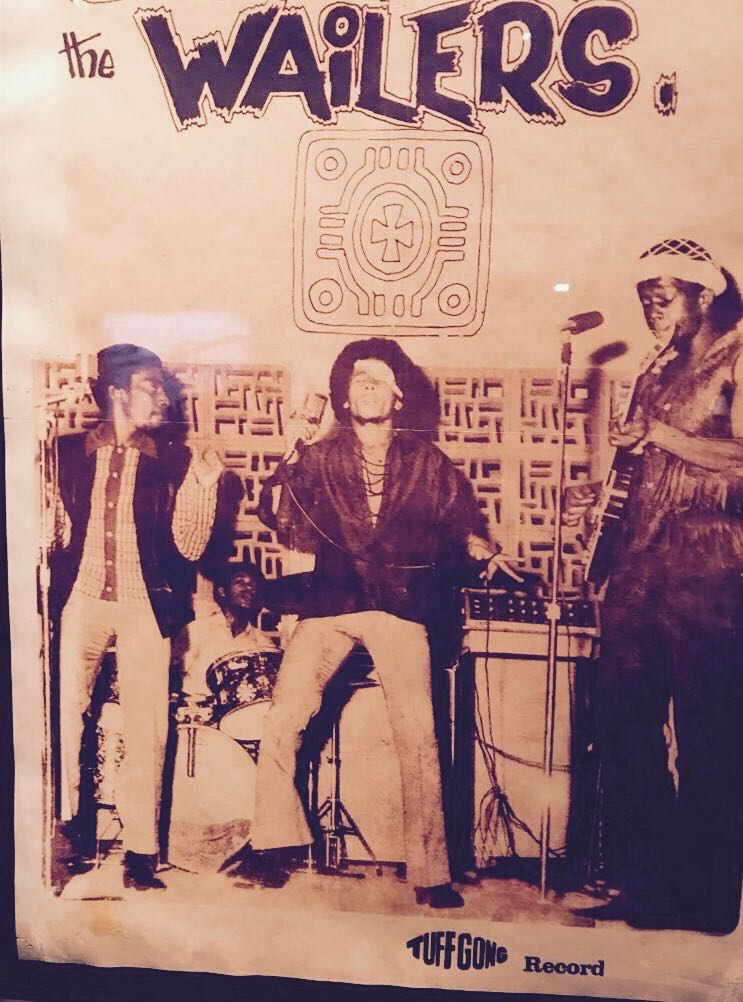
Philharmonie de Paris - The Wailers.
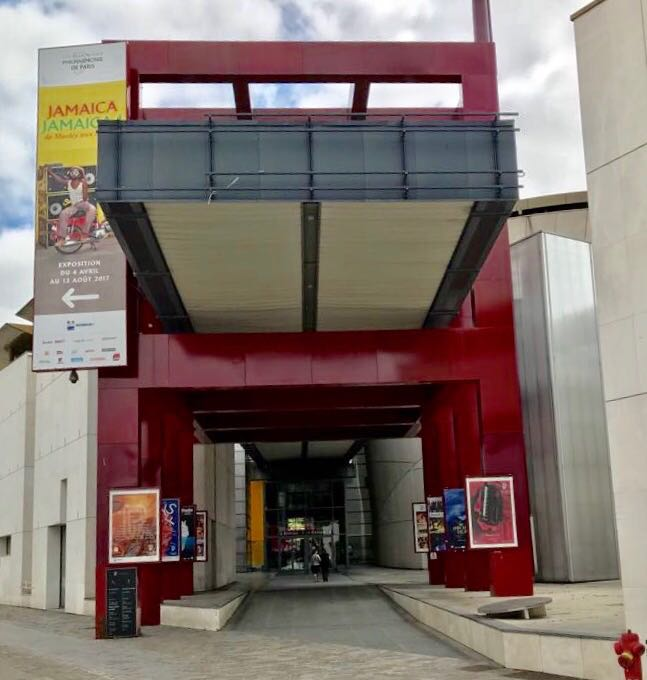
Philharmonie de Paris.
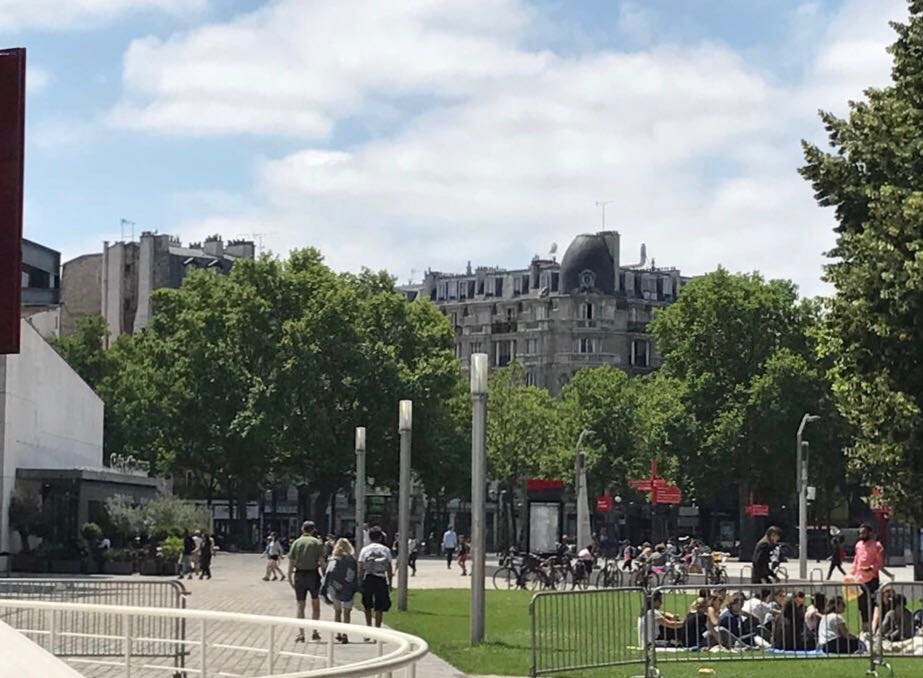
Philharmonie de Paris.
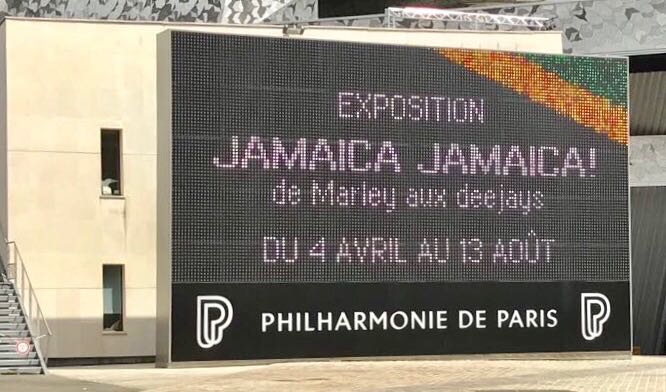
Philharmonie de Paris - Jamaica Jamaica!.

## Discographie
- Toots & The Maytals (1965) The Sensational Maytals[57],[58]
- Toots & The Maytals & Prince Buster's All Stars (1965) Dog War / Little Flea (Prince Buster)[58]
- Toots & The Maytals (1966) Never Grow Old, (Studio One)[59]
- Toots & The Maytals (1966) Life Could Be A Dream[57],[58]
- Toots & The Maytals (1968) Sweet and Dandy, (Beverley’s Records)[59]
- Tommy McCook & The Supersonics (1968) Mary Poppins[60]
- King Stitt (1969) Herdsman Shuffle[61]
- King Stitt (1969) Lee Van Cleef[62]
- The Maytals (1969) Sweet And Dandy / Oh - Yea (7”) (Beverley's Records)[63]
- Toots & The Maytals (1969) Monkey Man[64]
- Tommy McCook & The Supersonics (1969) Red Ash[65]
- Tommy McCook & The Supersonics (1969) Tribute to Rameses[66]
- King Stitt & The Dynamites (1969) Vigorton 2[67]
- The Melodians (1970) Everybody Bawling[68]
- Ken Boothe (1970) Freedom Street[69]
- Clancy Eccles And The Dynamites (1970) Herbsman Reggae[70]
- Boris Gardiner (1970) Reggae Happening[71]
- Delano Stewart (1970) Stay A Little Bit Longer[72]
- The Melodians (1970) Sweet Sensation[73]
- Delano Stewart (1970) That’s Life[74]
- The Gaylads (1970) There's A Fire[75]
- Bob and Marcia (1970) Young Gifted and Black[76]
- Toots & The Maytals (1970) Feel Alright (7") (Beverley's Records)[58]
- Bob Marley & The Wailers (1970) Baby Baby Come Home[77]
- Bob Marley & The Wailers (1970) Sophisticated Psychedelication[77]
- Bob Marley & The Wailers (1971) Soul Shakedown Party[78]
- Bob Marley & The Wailers (1971) The Best of the Wailers[8]
- Toots & The Maytals (1971) Bam-Bam / Pomps And Pride (7") (Dynamic Sounds)[58]
- Boris Gardiner (1971) Soulful Experience[79]
- Toots & The Maytals (1971) Greatest Hits (Beverley Records)[57],[58]
- Toots & The Maytals (1972) The Harder They Come, (Island)[59]
- Toots & The Maytals (1972) Slatyam Stoot[57],[58]
- Toots & The Maytals (1972) Daddy / It Was Written Down (Jaguar)[58]
- Toots & The Maytals (1972) Pomps And Pride (Jaguar)[58]
- Toots & The Maytals (1972) Country Road / Louie Louie (Jaguar)[58]
- Toots & The Maytals (1972) Louie Louie / Pressure Drop '72 (Trojan Records)[58]
- Boris Gardiner (1972) For All We Know[80]
- The Boris Gardiner Happening (1973) Is What's Happening[81]
- Toots & The Maytals (1973) Sit Right Down (Dragon)[58]
- Toots & The Maytals (1973) Country Road / Funky Kingston (Dragon)[58]
- Toots & The Maytals (1973) In The Dark / Sailing On (Jaguar)[58]
- Jimmy Cliff / Toots & The Maytals (1973) You Can Get It If You Really Want / Sweet & Dandy (Mango)[58]
- Toots & The Maytals (1973) Screwface Underground (Jaguar)[58]
- Toots & The Maytals (1973) Daddy (7”, Single) (Blue Mountain)[58]
- Toots & The Maytals (1973) Country Road (Island Records)[58]
- Toots & The Maytals (1973) From the Roots, (Trojan)[59]
- Toots & The Maytals (1973) Funky Kingston, (Trojan)[59]
- Toots & The Maytals (1973) The Original Golden Oldies Vol.3[57],[58]
- Vic Taylor (1973) Reflections[82]
- Ernie Smith (1974) Duppy Gunman[83]
- Ken Boothe (1974) Everything I Own[84]
- Toots & The Maytals (1974) In the Dark, (Dragon Records)[59]
- Toots & The Maytals (1974) Who Knows Better (Hot Shot!)[58]
- Toots & The Maytals (1974) Time Tough (Jaguar)[58]
- Toots & The Maytals (1974) I Can't Believe / 5446 Instrumental (Starapple)[58]
- Toots & The Maytals (1974) Sailing On / If You Act This Way (7") (Dragon)[58]
- Toots & The Maytals (1974) You Don't Love Me (So Bad) (7", Single) (Jaguar)[58]
- Bob Andy (1974) Fire Burning[85]
- Fr. Richard HoLung, Harrison & Friends (1974) Letters Job To John[86]
- Toots & The Maytals (1975) Reggae's Got Soul (Jaguar)[58]
- Susan Cadogan (1975) Hurts So Good[87]
- Horace Forbes (1975) Impossible[88]
- Faith D'Aguilar (1975) Jamaica[89]
- Eric Gale (1975) Negril[90]
- Pluto Shervington (1975) Pluto[91]
- Byron Lee And The Dragonaires & Mighty Sparrow (1975) Sparrow Dragon Again[92]
- Johnny Nash (1975) Tears On My Pillow[93]
- Ken Boothe (1976) Blood Brothers[94]
- Pluto Shervington (1976) Dat[95]
- R.D. Livingstone (1976) Home From Home[96]
- Errol Brown (1976) Pleasure Dub[97]
- Pluto Shervington (1976) Ram Goat Liver[98]
- Toots & The Maytals (1976) Reggae Got Soul (Island)[59]
- King Tubby & Clancy Eccles All Stars (1976) Sound System International Dub LP[99]
- Funky Brown (1976) These Songs Will Last Forever[100]
- Bob Marley & The Wailers / Toots & The Maytals (1976) Trenchtown Rock / Reggae Got Soul (7”) (Island Records)[58]
- Toots & The Maytals (1976) Image Get A Lick (7") (Warika)[58]
- The Congos & Friends (1977) Fisherman[101]
- The Congos (1977) Heart Of The Congos[102]
- The Mexicano (1977) Move Up Starsky[103]
- Musicism (1977) Swing Me Gentle[104]
- Musicism (1977) Riding In Rhythm[58]
- The Maytals (1977) Toots Presents The Maytals[105]
- Toots & The Maytals (1978) Famine / Pass The Pipe (Island Records)[58]
- Toots & The Maytals (1978) Take It From Me (7") (Island Records)[58]
- Harold Butler (1978) Gold Connection[106]
- Ernie Smith (1978) I'll Sing For Jesus[107]
- Derrick Morgan (1978) Love City[108]
- Lovindeer (1978) Sexy Reggae[109]
- The Mexicano (1978) Goddess Of Love[58]
- Jackie Edwards (1978) Starlight[110]
- Dandy Livingstone (1978) The South African Experience[111]
- Toots & The Maytals (1979) Israel Children / Turn It Up (7") (Louv)[58]
- Multiple Artists (1979) Children Of Babylon (Original Motion Picture Soundtrack)[112]
- Nana McLean (1979) Dream Of Life[113]
- Danny Adams (1979) Summer In Montego Bay[58]
- Ojiji (1979) The Shadow[114]
- Toots & The Maytals (1979) Pressure Drop: Best of Toots & The Maytals (Trojan)[59]
- Toots & The Maytals (1979) Pass the Pipe, (Island)[59]
- Toots & The Maytals (1979) Just Like That, (Island)[59]
- Toots & The Maytals (1979) The Best Of Toots And The Maytals (Trojan Records)[58]
- Toots & The Maytals (1980) Just Like That / Gone With The Wind (Island Records)[58]
- Toots & The Maytals (1980) Toots & The Maytals E.P. (Island Records)[58]
- Toots & The Maytals (1980) Chatty, Chatty (Island Records)[58]
- Toots & The Maytals (1980) Live: Monkey Man / Hallelujah (7") (Island Records)[58]
- Toots & The Maytals (1980) Chatty, Chatty (7", Single) (Island Records)[58]
- Toots & The Maytals (1980) Toots “Live”, (Island)[59]
- Hearbert Lee (1980) Love Songs Vol. 1[115]
- Bobby Stringer (1980) Reggae Love Songs[58]
- Ossie Scott (1980) Many Moods Of Ossie Scott[116]
- Toots & The Maytals (1981) I Can See Clearly Now (Island Records)[58]
- Toots & The Maytals (1981) Beautiful Woman (Island Records)[58]
- Toots & The Maytals (1981) Papa D / You Never Know (Louv)[58]
- Toots & The Maytals (1981) Beautiful Woman / Show Me The Way (12") (Island Records)[58]
- Toots & The Maytals (1981) Papa Dee Mama Dear / Dilly Dally (7", Single) (Island Records)[58]
- Toots & The Maytals (1981) His Songs Live On (7") (Louv)[58]
- Toots & the Maytals (1981) Knock Out[117]!
- Beres Hammond (1981) Let's Make A Song[118]
- Multiple Artists (1981) The King Kong Compilation: The Historic Reggae Recordings[119]
- Toots & The Maytals (1982) I Know We Can Make It / Spend A Weekend (7", Single) (Island Records)[58]
- Dennis Brown / Toots & The Maytals (1982) Sitting & Watching / Bam Bam (7", Single) (Island Records)[58]
- Toots & The Maytals (1982) Knockout, (Island)[59]
- Live at Reggae Sunsplash: Best of the Festival (1982) Day One[120]
- Toots & the Maytals (1982) Hour Live[121]
- Pluto Shervington (1982) I Man Born Ya[122]
- Pioneers (1982) Reggae For Lovers[123]
- Pluto Shervington (1982) Your Honour[122]
- Lovindeer (1983) Man Shortage[124]
- Ochi Brown (1983) Danger Date[58]
- Boyo (1983) You're My World[58]
- George Pioneer & Jackie Pioneer (1983) Reggae For Lovers Volume 2[125]
- Toots & The Maytals (1984) Live At Reggae Sunsplash[126]
- Toots & The Maytals (1984) Reggae Greats (Island)[57],[58]
- Owen Gray (1985) Watch This Sound[127]
- Lovindeer (1987) Caribbean Christmas Cheer[128]
- Lovindeer (1988) Octapussy[129]
- Toots & The Maytals (1988) Toots in Memphis, (Island)[59]
- Toots & The Maytals (1988) Do The Reggae 1966-1970 (Attack Records)[57],[58]
- (1990) Clancy Eccles Presents His Reggae Revue[130]
- Toots & The Maytals (1990) An Hour Live[131]
- Bob Marley & The Wailers (1992) Songs Of Freedom  CD-01[77]
- Toots & The Maytals (1992) Knock Out[132]!
- The Maytals (1993) Bla. Bla. Bla[133].
- Multiple Artists (1993) Kingston Town: 18 Reggae Hits[134]
- Multiple Artists (1993) The Story of Jamaican Music: Tougher Than Tough[135]
- Toots & The Maytals (1995) The Collection (Spectrum)[58]
- Clancy Eccles (1996) Joshua's Rod of Correction[136]
- King Stitt (1996) Reggae Fire Beat[137]
- The Dynamites (1996) The Wild Reggae Bunch[138]
- Toots & The Maytals (1996) Time Tough: The Anthology (Island)[59]
- Toots & The Maytals (1996) Monkey Man ((Compilation) (House Of Reggae)[58]
- Toots & The Maytals (1997) Recoup, (Alia Son)[59]
- Multiple Artists (1997) Fire On The Mountain: Reggae Celebrates The Grateful Dead Vol. 1 & 2[139]
- Clancy Eccles & The Dynamites (1997) Nyah Reggae Rock[140]
- Bob Marley & The Wailers (1998) The Complete Wailers CD-03[77]
- From Chapter To Version (1998) 20 Reggae DJ Classics[141]
- Multiple Artists (1998) From GG's Reggae Hit Stable Volume 1 & 2[142]
- Derrick Harriott (1998) Riding The Roots Chariot[143]
- Toots & The Maytals (1998) Live in London, (Trojan)[59]
- Toots & The Maytals (1998) The Very Best of Toots & The Maytals, (Music Club)[59]
- Toots & The Maytals (1998) Ska Father, (Artists Only)[59]
- Toots & The Maytals (1998) Jamaican Monkey Man (Recall 2cd)[58]
- The Maytals / Toots & the Maytals (1999) Monkey Man & From The Roots[144]
- Toots & the Maytals (1999) That's My Number[145]
- The Maytals (1999) The Originals (Charly)[146],[147]
- Morgan Heritage & Denroy Morgan / Toots & The Maytals (1999) Harvest Is Plenty / Lost Your Character (7") (HMG Records)[58]
- Toots & The Maytals (1999) Bam Bam / 54 - 46 (7") (Marvellous Records)[58]
- Toots & The Maytals (1999) Prayer of David (7", Single) (Treasure Chest)[58]
- Toots & The Maytals (2000) Live At Red Rocks (PRG Records, Allah Son Records)[58]
- Toots & The Maytals (2000) The Very Best Of Toots & The Maytals (Island Records)[58]
- Toots & The Maytals (2000) 20 Massive Hits (Compilation) (Metro)[58]
- The Maytals (2001) Fever[146],[148]
- The Maytals (2001) Dressed to Kill[146],[149]
- Toots & The Maytals (2001) 54-46 Was My Number - Anthology 1964 To 2000 (Trojan Records)[58]
- Toots & The Maytals (2001) Best Of Toots & The Maytals / Broadway Jungle (Trojan Records)[58]
- Toots & The Maytals (2001) The Best Of Toots & The Maytals (Island Records)[58]
- Clancy Eccles (2001) Reggae Revue at the VIP Club, Vol. 3[150]
- Clancy Eccles (2001) Reggae Revue at the Ward Theatre 1969-1970[151]
- (2001) The Reggae Box[152]
- Toots & The Maytals / L.M.S.* (2002) Humble / Respect All Woman (7") (71 Records)[58]
- Toots & The Maytals (2002) Sweet And Dandy: The Best of Toots and the Maytals (Trojan Records)[58]
- Toots & the Maytals (2003) World Is Turning[153]
- Toots & The Maytals (2003) 54 - 46 / Pressure Drop (7”) (Beverley's Records)[58]
- Toots & The Maytals (2003) Funky Kingston / In The Dark (Compilation) (Island Records)[58]
- Toots & The Maytals (2003) Jungle (Single) (XIII BIS Records)[58]
- Paul Douglas (2004) Eyes Down[154]
- Toots & the Maytals (2004) True Love[155]
- Toots & The Maytals (2004) This Is Crucial Reggae (Compilation) (Sanctuary Records)[58]
- Toots & The Maytals Featuring Shaggy And Rahzel (2004) Bam Bam (V2)[58]
- Toots & The Maytals (2005) Pressure Drop: The Definitive Collection (Trojan Records)[58]
- Toots & The Maytals (2005) Roots Reggae - The Classic Jamaican Albums (Trojan Records)[58]
- Toots & The Maytals (2005) Rhythm Kings (Compilation) (Xtra)[58]
- Toots & The Maytals (2005) Deep In My Soul / Daddy (Beverley's Records)[58]
- Toots & The Maytals (2005) Border Line (Single) (XIII Bis Records)[58]
- Toots & The Maytals (2006) The Essential Collection (Compilation) (Sanctuary Records)[58]
- The Congos & Friends (2006) Fisherman Style[156]
- Toots & The Maytals (2006) I’ve Got A Woman (A Tribute To Ray Charles) (7") (D&F Productions)[58]
- Toots & The Maytals (2006) Acoustically Live at Music Millennium (CD, EP) (Junketboy)[58]
- Toots & the Maytals (2007) Light Your Light[157]
- Ben Harper & The Skatalites / Toots & The Maytals (2007) Be My Guest / I Want You To Know (Imperial)[58]
- Toots & The Maytals (2008) Sweet And Dandy: The Best of Toots & The Maytals (Compilation) (Trojan Records)[58]
- Glen Ricketts (2008) Rise Up[58]
- Tommy McCook & The Supersonics (2009) Pleasure Dub[158]
- The Dynamites / King Tubby (2009) Sound System International[159]
- Eugene Grey (2010) Diversity[160]
- Toots & the Maytals (2010) Flip and Twist[161]
- Toots And The Maytals / Roland Alphonso (2010) Hold On / On The Move (7") (Pyramid)[58]
- Toots & The Maytals (2010) Pee Pee Cluck Cluck (7”) (Pyramid)[58]
- Toots & The Maytals / Don Drummond (2010) Alidina / Dragon Weapon (7") (Pyramid)[58]
- Toots & The Maytals (2011) Pressure Drop: The Golden Tracks (Cleopatra)[58]
- Toots & The Maytals (2012) Pressure Drop: The Best of Toots and The Maytals (Compilation) (Universal UMC, Island Records)[58]
- Toots & The Maytals (2012) Live! (Island Records)[58]
- Toots & The Maytals (2012) 54 - 46 (Beverley's Records)[58]
- Delroy Wilson / Toots & The Maytals (2012) Gave You My Love / One Eye Enos (7”) (Beverley's Records)[58]
- Toots & The Maytals (2012) Unplugged On Strawberry Hill[162]
- Toots & The Maytals (2014) Sunny (7", Single) (Notable Records, Measurable Music)[58]
- Priscilla Rollins (197X) I Love You[163]
- Tito Simon (197X) The Heat Is On[164]
- Demo Cates (197X) Precious Love[165]
- Milton Douglas (198X) Can't Trust No One[166]
- George Allison (198X) Exclusive[167]
- Marie Bowie & K.C. White & Hortense Ellis (198X) More Reggae Love Songs[168]
- Bobby Davis (198X) Satisfaction[169]
- Toots & The Maytals - Reggae Live Sessions Volume 2 (Jahmin' Records)[58]
- Danny Ray - All The Best[58]
- Ossie Scott - The Great Pretender[58]
- Toots & The Maytals - Peeping Tom (7", Single) (Beverley's Records)[58]
- Toots & The Maytals - Sweet & Dandy (Single) (Beverley's Records)[58]
- Toots & The Maytals - Pain In My Belly / Treating Me Bad (7”) (Prince Buster)[58]
- Toots & The Maytals / Byron Lee - She Never Let Me Down / River To The Bank (Federal)[58]
- Toots & The Maytals / Desmond Dekker - Pressure Drop / Mother's Young Gal (7", Single) (Beverley's Records)[58]
- Toots & The Maytals - Never Go Down (7") (Warika)[58]
- Toots & The Maytals - Israel Children (7", Single) (Righteous)[58]
- Toots & The Maytals / Ansel Collins - Monkey Man / High Voltage (7") (Beverley's Records)[58]
- Tony Tribe / Eric Donaldson / The Upsetters / Toots & The Maytals - Classic Tracks (CD, EP) (Classic Tracks - CDEP4)[58]
- Toots & The Maytals - Scare Him (7") (Gorgon Records)[58]
- Toots & The Maytals - Careless Ethiopians (7") (Nyahman)[58]
- Toots & The Maytals - Do Good All The Time (7") (Nyahman)[58]
- Toots & The Maytals - Daddy (7") (Jaguar)[58]
- Desmond Dekker And The Aces, Toots And The Maytals - You Can Get It If You Really Want / Pressure Drop (7") (Beverley's Records)[58]
- Toots & The Maytals - Monkey Man / It Was Written (7") (D&F Records)[58]
- Toots & The Maytals - Prayer of David (7", Single) (Charm)[58]
- Toots & The Maytals - Happy Days (7", Single) (Righteous)[58]
- Toots & The Maytals - Happy Christmas / If You Act This Way (7", Single) (Jaguar)[58]
- Toots & The Maytals - One Family (7", Single) (Righteous)[58]
- Toots & The Maytals - Pressure Drop (7”) (Island Records)[58]
- Toots & The Maytals - Have A Talk (7") (Black Noiz Music)[58]
- Toots & The Maytals / The Dynamic Sisters - We Are No Strangers (7") (Thunder Bolt)[58]
- Toots & The Maytals - Fool For You / Version (7", Single) (Allah Son Records)[58]
- Toots & The Maytals - More And More / Version (7", Single) (Allah Son Records)[58]
- Toots & The Maytals - Hard Road / Version (7", Single) (Allah Son Records)[58]
- Bob Marley / Toots & The Maytals - Classic Tracks (CD, EP) (Classic Tracks - CDEP 3C)[58]
- Toots & The Maytals - 54-46 Was My Number (Slow Cut) (7") (Beverley's Records)[58]
- Desmond Dekker & The Aces / Toots & The Maytals - You Can Get It If You Really Want / Sweet & Dandy (7") (Beverley's Records)[58]

## Instruments
- Paul Douglas est un artiste officiel de Sabian[3], un fabricant de cymbales.
- Cymbale Sabian préférée : 16"O Zone Evolution Crash, AAH 14"Stage Hi Hats, HHX, 18" HHX China[3]